# Smirnowo (Kasachstan)
Smirnowo (kasachisch und russisch Смирново) ist ein Ort in Kasachstan.

## Geografie
Smirnowo liegt im Norden Kasachstans im Gebiet Nordkasachstan und ist Verwaltungssitz des Audan Aqqaiyng. Der Ort befindet sich rund 40 Kilometer südlich von Petropawl und etwa 140 Kilometer nördlich von Kökschetau. Das flache Umland ist vor allem geprägt durch zahlreiche kleine und große Seen.

## Geschichte
Smirnowo wurde im 19. Jahrhundert gegründet. Als Anfang der 1920er Jahre der Bau der Eisenbahnlinie zwischen Petropawlowsk und Kökschetau begann, wurde wenig später hier ein Bahnhof eröffnet. 1923 wurde der Ort zu Ehren eines sowjetischen Funktionärs, der am Bau der Eisenbahnlinie beteiligt war, in Smirnowo umbenannt; zuvor trug der Ort den Namen Darmin (Дармин). In den folgenden Jahren bestand das Dorf zunächst nur aus ein paar Häusern entlang der Bahnlinie und ein paar weiteren Häusern an drei Straßen.
1941 wurde Smirnowo zum Verwaltungszentrum eines Rajon. Ab den 1950er Jahren setzte besonders der Bau von Wohnungen und sozialen Einrichtungen ein. So wurden unter anderem ein Gebäude für das lokale Parteikomitee, eine Schule und ein regionales Krankenhaus gebaut. 1961 wurde der Ort zu einer Siedlung städtischen Typs.
2004 wurde Smirnowo wieder auf den Status eines Dorfes zurückgestuft.

## Bevölkerung
Bei der Volkszählung 1999 hatte Smirnowo 7.443 Einwohner. Die letzte Volkszählung 2009 ergab für den Ort eine Einwohnerzahl von 5.796. Die Fortschreibung der Bevölkerungszahl ergab zum 1. Januar 2025 eine Einwohnerzahl von 5539.
| 5.807 | 7.190 | 8.324 | 9.149 | 7.443 | 5.796 |

## Wirtschaft und Verkehr
Smirnowo ist an das kasachische Eisenbahnnetz angebunden; Im Ort gibt es einen Bahnhof an der Strecke von Kökschetau nach Petropawl. In Smirnowo gibt es hauptsächlich Unternehmen für die Verarbeitung landwirtschaftlicher Erzeugnisse. Im Nordosten des Ortsgebietes befinden sich mehrere Getreideheber, in denen mehrere tausend Tonnen Getreide gelagert werden können sowie zwei Getreidemühlen. Außerdem gibt es Betriebe, die Backwaren produzieren.